# بحيرة أرومية
بحيرة أرومية (بالكردية: دەریاچەی ورمێ، Gola Ûrmiyeyê) (بالأذرية:اورمو گولو، بالفارسية: درياچه اروميه) هي بحيرة مالحة مغلقة في إيران. تقع البحيرة قرب مدينة أرومية وبين محافظتي محافظة آذربيجان غربي ووأذربيجان الشرقية شمال غرب البلاد قرب الحدود مع تركيا، وقرب الجزء الجنوبي من بحر قزوين.
كانت البحيرة أكبر بحيرة في الشرق الأوسط، وسادس أكبر بحيرة مالحة على الأرض، وبلغت مساحتها حوالي 5,200 كم 2 (2000 ميل مربع)، وطولها 140 كم (87 ميل)، وعرضها خوالي 55 كم (34 ميل)، وعمق أقصى 16 م (52 قدم). تقلصت البحيرة إلى 10% من حجمها السابق بعد سد الأنهار التي تتدفق إليها، وضخ المياه الجوفية من المنطقة المحيطة بها. حيث تمت تجفيف المياه ونقصها منذ عام 1984م.
محمية بحيرة أرومية، إلى جانب جزرها التي كان يبلغ عددها ما يقرب من 102 جزيرة، هي محمية وطنية من قبل وزارة البيئة الإيرانية.

## الكيمياء
الأيونات الرئيسية في مياه بحيرة Urmia تشمل Na + و K + و Ca2 + و Li + و Mg2 + و Cl− و SO42− و HCO3− هي الأنيونات الرئيسية. تركيز Na + و Cl− يقارب أربعة أضعاف تركيز مياه البحر المفتوحة. تركيز الصوديوم في الجزء الجنوبي من البحيرة أعلى بقليل من تركيزه في الجزء الشمالي من البحيرة.

## منطقة مستجمعات المياه
تقع بحيرة أورميه، أكبر خزان دائم في غرب آسيا، في شمال غرب الهضبة الإيرانية. تبلغ مساحة مستجمعات المياه في بحيرة أورميه 51.876 كيلومترًا مربعًا وهو ما يعادل أكثر من 15/3٪ من إجمالي مساحة إيران. تسقى هذه البركة 60 نهراً، 21 منها دائمة أو موسمية و 39 منها دورية. ومن بين هؤلاء، كان نهر زارين ونهر سيمين وأجي جاي (نهر تلخه) المداخل الرئيسية لبحيرة أورميه. مع سهول مثل سهل أورميه وتبريز وأذرشهر وبوكان وبناب وملكان ومياندواب ومهاباد ونقدة وسلماس وبيرانشهر وأشنويه، يعتبر هذا الحوض أحد المراكز القيمة للأنشطة الزراعية وتربية الحيوانات في إيران. لعب سد بوكان الكبير دورًا مهمًا في الحفاظ على هذه البحيرة حتى الآن.

## الإبحار في بحيرة أورميه
النقل البحري في بحيرة أورميه له تاريخ طويل ويعود ازدهاره إلى ما قبل الغزو المغولي. تظهر التقارير الأولى للملاحة في البحيرة من القرن التاسع عشر أن هناك سفنًا في البحيرة، وإن كانت غير مطورة، مع أطقم تفتقر إلى مهارات الإبحار. وبحسب الضابط الفرنسي أوغست بن تان الذي أُرسل إلى بلاط عباس ميرزا في تبريز، فإن الملاحة في بحيرة أورميه كانت خطيرة بسبب العواصف المفاجئة. مالك قاسم ميرزا ، نجل فتح علي شاه، الذي كان حاكم أورميه في عهد عباس ميرزا ومحمد شاه، أخذ الامتياز الحصري للشحن في بحيرة أورميه من محمد شاه، ومن أجل استغلال هذا الحق، قام بتدمير عدد القوارب البدائية للقرويين على ضفاف البحيرة وأعطاها للحرفيين الروس الذين أمروا ببناء سفينة صغيرة من موانئ مازندران البحرية إلى شيشوان، وأمروا ببناء سفينة صغيرة أُطْلِقَت في البحيرة. ثم، بتعاقده مع صانع سفن رئيسي من باكو وعدد من النجارين، بنى سفينة كبيرة بسعة مائة طن في شيشوان لاستخدامها في نقل البضائع. امتلك ملك قاسم ميرزا سفينة خاصة قابلة للنفخ بكابينة فاخرة قطعت المسافة من شیشوان إلى أورمية في ثلاثة أيام.

## النظام البيئي
وفقًا لقائمة التنوع البيولوجي في منتزه بحيرة أورميه الوطني، والتي تم تقديمها في عامي 2014 و 2016، تعد منتزه بحيرة أورميه الوطنية موطنًا لـ 62 نوعًا من البكتيريا والبكتيريا الأثرية، و 42 نوعًا من الفطريات المجهرية، و 20 نوعًا من الطحالب، و 311 نوعًا من النباتات، و 5 أنواع من الرخويات ذات الصدفتين (أنهار الجزر) يوجد 226 نوعًا من الطيور و 27 نوعًا من الزواحف والبرمائيات و 24 نوعًا من الثدييات. أيضًا، تم العثور على ما لا يقل عن 47 نوعًا من الحفريات. وسجلت منظمة يونسكو النظام البيئي دوليا باعتباره  المنطقة المحمية. مع أكثر من مائة جزيرة صخرية صغيرة، تعد هذه البحيرة مكانًا للطيور المهاجرة، بما في ذلك طيور النحام، والبجع، والركائز، وإيكرا، واللقالق، والطيور، والركائز، ودجاج نوروز. بسبب الملوحة المفرطة للبحيرة، لا يعيش أي نوع من الأسماك في هذه البحيرة. ومع ذلك، تُعرف بحيرة أورميه بأنها واحدة من الموائل المهمة لقشريات الأرتيميا. ومع ذلك، تُعرف بحيرة أورميه بأنها واحدة من الموائل المهمة لقشريات الأرتيميا. هذه القشريات هي أحد المصادر الرئيسية للغذاء للطيور المهاجرة، بما في ذلك طيور النحام. في أوائل عام 2013، أفيد رئيس مركز دراسات أرميه أرتميا أن الأرتيميا قد انقرضت في هذه البحيرة. وقد رفض بعض الخبراء هذا الرأي. في فبراير 2016، صرح رئيس مركز أبحاث الأرتيميا في البلاد أنه بناءً على البحث، لا توجد الأرتيميا حية في بحيرة أورميه. وأضاف يوسف علي أسدبور: في الأشهر الثلاثة الأولى من هذا العام، وبسبب وجود المياه ودخولها الكافي إلى بحيرة أورميه بدأت الأرتيميا تعيش في مصب أنهارها، التي دمرها الجفاف الصيفي للأسف.

### منتزة بحيرة أورميه الوطنية
تم تسجيل بحيرة أورميه في قائمة المتنزهات الوطنية في إيران عام 973. منتزة بحيرة أورميه الوطنية هي واحدة من الموائل الطبيعية للحيوانات في إيران. هذه المنتزة الوطنية التي تبلغ مساحتها 462600 هكتار هي أيضًا واحدة من 9 محميات المحيط الحيوي في إيران.

## التجفيف وأسبابه
بدأت هذه البحيرة في الجفاف في منتصف الثمانينيات وهي اليوم معرضة لخطر الجفاف تمامًا. يُظهر تحليل صور الأقمار الصناعية أنه في عام 2015، فقدت البحيرة 88٪ من مساحتها (ذكرت التقارير السابقة خسارة 25-50٪ فقط من مساحة البحيرة). تم ذكر العديد من الأسباب لتجفيف البحيرة، بما في ذلك بناء السد المفرط، وإنشاء طريق سريع على البحيرة، والاستخدام المفرط لموارد المياه في منطقة مستجمعات البحيرة، فضلاً عن انخفاض تساقط الثلوج والأمطار في السنوات الأخيرة. أظهرت دراسة جديدة قام بها العديد من الباحثين في أمريكا الشمالية أن الجفاف قد تسبب فقط في انخفاض بنسبة 5 ٪ في هطول الأمطار في منطقة مستجمعات البحيرة، وتشمل العوامل البشرية مشاريع التنمية الاقتصادية المائية الطموحة إلى جانب بناء طريق سريع بطول 15 كيلومترًا على بحيرة ذات صمام صغير 1/2. كم جلبت حالة البحيرة إلى أزمة حيث استخدموا الجبل المجاور للبحيرة في بنائها. حتى عام 2012، أكثر من مائتي سد على أنهار مستجمعات المياه كانت مساحة هذه البحيرة في مرحلة الاستعداد للتشغيل، أو في نهاية مراحل التصميم. في الأسبوع الأخيرمن أكتوبر 2015، تم الإعلان عن منسوب مياه بحيرة أرومية بـ 1270.04 مترًا، وهو ما أظهر انخفاضًا قدره 40 سم مقارنةً بشهر نوفمبر 2014. يعتقد بعض الخبراء أنه من أجل إنقاذ بحيرة أورميه، بدلاً من تجفيف نهر”ارس“ وتدمير الأراضي الخصبة في أماكن أخرى، يجب تقليل استهلاك المياه والسماح لوزارة الطاقة بصب المياه من الأنهار التي تتدفق بشكل طبيعي إلى البحيرة أرومية مرة أخرى.

### السبب الرئيسي لجفاف بحيرة أرومية
كان بناء السدود التي حالت دون وصول المياه إلى حوض بحيرة أرومية العامل الأهم في تسريع جفافها. في محافظتي أذربيجان الغربية وأرومية، بُني 22 سدًا على الأنهار المؤدية إلى بحيرة رارومية، شُغّل منها 8 سدود حتى الآن. في محافظة كردستان، بُني 4 سدود، وفي محافظة أذربيجان الشرقية، بُني 36 سدًا، شُغّل منها 22 سدًّا. في المجموع، بُني 62 سدًا، شُغّل منها 34 سدًّا. يقول محمد درويش، الخبير في الحكومة الإيرانية، إن السبب الرئيسي لجفاف بحيرة أرومية هو بناء الحكومة الإيرانية والحرس الثوري 105 سدود على 14 نهرًا في مستجمعات المياه بالبحيرة لتوسيع الزراعة وتحقيق المزيد من الأرباح. ويقول إن تصميم وقرار تجفيف بحيرة أرومية ببناء سدود على الأنهار في مستجمعات المياه بالبحيرة اتُخذ عام 1996 في جامعة تبريز.

### مخاطر تجفيف البحيرة
يتوقع بعض خبراء البيئة أنه إذا جفت هذه البحيرة، سيتحول الطقس المعتدل في المنطقة إلى طقس استوائي مع رياح مالحة وسوف تتغير بيئة المنطقة. المعادن المستخدمة في الصناعة والمواد السامة المستخدمة في الزراعة قد تسللت إلى المياه السطحية والجوفية المرتبطة بالبحيرة، وإذا جفت البحيرة، فإن العديد من المواد السامة ستكون هوائية وتشكل مخاطر أمراض الجهاز التنفسي على النظام البيئي والناس من المنطقة. ومع ذلك، لم يتم اتخاذ أي إجراء جاد حتى الآن لإنقاذ البحيرة. يعتقد خبراء البيئة والنشطاء أن خطر جفاف بحيرة أورميه يهدد ما يصل إلى نصف قطر 500 كم من هذه البحيرة. الملح الأمطار في العديد من المحافظات المجاورة، مما سيؤدي إلى نزوح 13 مليون شخص.
طالب حزب الخضر الألماني بإجراءات جادة وسريعة فيما يتعلق بجفاف بحيرة أورميه. ودعت السيدة كلوديا روث، رئيسة حزب الخضر الألماني، في بيان، في إشارة إلى الأزمة البيئية في بحيرة أورميه والمناطق المحيطة بها، إلى اتخاذ إجراءات سريعة وجادة من قبل الحكومة الإيرانية لوقف هذه الكارثة. في هذا البيان، يُطلب من الحكومة الألمانية ودول الاتحاد الأوروبي أيضًا القيام بدور أكثر فاعلية في هذا الصدد وبدء المفاوضات مع السلطات الإيرانية واتخاذ الإجراءات لوقف أو تقليل أبعاد هذه الكارثة البشرية والبيئية. كما طالب حزب الخضر الألماني بالإفراج عن جميع المعتقلين في أعمال احتجاجية في هذا الصدد.
خلال السنوات العشرين الماضية، فقدت بحيرة أورميه، إحدى أكبر البحيرات المالحة في العالم، عشرين بالمائة من مساحتها. من أهم عوامل هذه الظاهرة، بالإضافة إلى فترات الجفاف المتتالية، بناء العديد من السدود على الأنهار التي تصب في بحيرة أورميه. وفقًا للخبراء، إذا لم يتم التفكير في حل فوري، فستجف بحيرة أرومية تمامًا في وقت قصير.

## مواضيع متعلقة
- قائمة جزر بحيرة أرومية